# アイアンブリッジ峡谷
アイアンブリッジ峡谷 (Ironbridge Gorge) はイングランドのシュロップシャー州にある、セヴァーン川が形作った峡谷である。ユネスコの世界遺産（文化遺産）に登録されており、周辺の敷地を含む屋外博物館アイアンブリッジ渓谷博物館はヨーロッパ産業遺産の道のアンカーポイントの一つとなっている。
本来「セヴァーン峡谷」と呼ばれていたが、その種の鉄橋として世界で初めて作られ当地の産業遺産となったアイアンブリッジに基づいた名前の方が、今は通りがよくなっている。
アイアンブリッジ峡谷は美しく素晴らしい景色をもち、また歴史的にも重要な場所である。ここは産業革命の始まった土地とされている。産業革命はエイブラハム・ダービーがコールブルックデールで、コークスを使って高品質の鉄を作り出す、近代的な製鉄法を発明したことから始まった。周辺のブローズリー、コールポート、ジャックフィールドといった町とともに、この地域は産業の中心となっていった。
峡谷はセヴァーン川をブリストル海峡まで運んでいく。この峡谷は、最後の氷河期にアイルランド海の氷床が川をせき止めてラップワース湖を作り、この湖に北からの流れが留められたことから形作られた。湖の水位は上昇し、丘を越えて南へと流れ始めた。この流れが丘を侵食して峡谷になり、セヴァーン川を永遠に南方へ向わせることになった。
この地は二つの理由から初期の実業家にとって有用だった。一つは、石炭、鉄鉱石、石灰岩や粘土といった、鉄やタイルや磁器の生成のための原料が、峡谷では露出しているか、簡単に採掘できたこと。もう一つは、川が広く深いため、製品を海まで運ぶことを容易であったことである。

## 世界遺産

### 登録基準
この世界遺産は世界遺産登録基準のうち、以下の条件を満たし、登録された（以下の基準は世界遺産センター公表の登録基準からの翻訳、引用である）。
- (1) 人類の創造的才能を表現する傑作。
- (2) ある期間を通じてまたはある文化圏において、建築、技術、記念碑的芸術、都市計画、景観デザインの発展に関し、人類の価値の重要な交流を示すもの。
- (4) 人類の歴史上重要な時代を例証する建築様式、建築物群、技術の集積または景観の優れた例。
- (6) 顕著で普遍的な意義を有する出来事、現存する伝統、思想、信仰または芸術的、文学的作品と直接にまたは明白に関連するもの（この基準は他の基準と組み合わせて用いるのが望ましいと世界遺産委員会は考えている）。